# Diphascon nobilei
Diphascon nobilei är en djurart som tillhör fylumet trögkrypare, och som först beskrevs av Maria Grazia Binda 1969.  Diphascon nobilei ingår i släktet Diphascon och familjen Hypsibiidae. Inga underarter finns listade i Catalogue of Life.